# 拜勒姆 (密西西比州)
拜勒姆（英語：Byram）是位於美國密西西比州海恩茲縣的城市。

## 人口
根據2020年美國人口普查的數據，拜勒姆的面積為48.25平方千米，當中陸地面積為47.56平方千米，而水域面積為0.69平方千米。當地共有人口12666人，而人口密度為每平方千米263人。

## 交通
55號州際公路經過該市的東側。